# Ángeles Amador
Vous lisez un « article de qualité » labellisé en 2021.
Pour les articles homonymes, voir Amador.
Amador  Millán est un nom espagnol. Le premier nom de famille, en général paternel, est Amador ; le second, en général maternel, souvent omis, est Millán.
María Ángeles Amador Millán ([maˈɾia ˈãŋxeles amaˈðoɾ miˈʝãn]) est une femme politique espagnole, née le 10 octobre 1949 à Madrid.
Diplômée en droit de l'université complutense de Madrid, elle commence à travailler comme avocate en 1973. Elle intègre plus de dix ans après, en 1986, la haute fonction publique en qualité de secrétaire général technique du ministère des Travaux publics. Destituée en mars 1991, elle est appelée trois mois plus tard au poste de sous-secrétaire du ministère de la Santé. Elle défend la politique d'austérité qui concerne le budget du département et dégage un accord avec les victimes du sang contaminé.
Après les élections générales anticipées de 1993, Felipe González souhaite féminiser son quatrième gouvernement. Il nomme Ángeles Amador, indépendante du Parti socialiste et à l'image de technocrate acquise aux idées libérales, ministre de la Santé et de la Consommation. Elle se charge de réformer la Sécurité sociale en limitant les prestations remboursées et en facilitant le libre choix de leur médecin par les patients relevant du système de santé publique. Un conflit avec les étudiants en médecine et une longue grève salariale des médecins des hôpitaux publics de l'État marqueront son mandat.
Elle est élue députée de Ségovie aux élections de 1996, qui consacrent la victoire du Parti populaire. Nommée porte-parole du groupe parlementaire socialiste pour les questions de santé, elle est la principale interlocutrice du ministre qui lui a succédé, José Manuel Romay. Elle s'oppose à lui sur le déremboursement des médicaments et dénonce l'idée d'instaurer un ticket modérateur, mais permet de dégager un consensus concernant la réforme du mode de gestion des hôpitaux publics nationaux.
Exclue de la liste de Ségovie pour les élections de 2000, elle est repêchée par le secrétaire général du PSOE Joaquín Almunia pour celle de Madrid, où elle occupe la deuxième place. Elle quitte finalement le Congrès des députés en août 2002, prenant acte du changement de génération à la direction des socialistes.
Elle retourne ainsi à l'avocature. Entre 2005 et 2017, elle siège au conseil d'administration de Red Eléctrica de España.

## Famille
María Ángeles Amador Millán naît le 10 octobre 1949 à Madrid. Elle est mère de trois enfants et veuve de Javier Bustinduy, ancien directeur du Métro de Madrid et des Cercanías de Renfe, mort en 2016. Son fils Pablo, ancien responsable de Podemos, est nommé en 2023 ministre des Droits sociaux et occupe alors les mêmes bureaux que sa mère au ministère de la Santé.

## Juriste puis haute fonctionnaire
Ángeles Amador étudie le droit à l'université complutense de Madrid, où elle obtient une licence. Elle accomplit ensuite des cycles postgrades à l'université de Strasbourg et à la faculté de droit de Harvard, où elle se spécialise en droit de la propriété industrielle. Elle devient avocate en 1973 et souffre à plusieurs reprises de réflexes machistes lors de ses premières années d'exercice : quand elle se présentait au tribunal sur convocation du juge et que quelqu'un s'enquérait de son arrivée, les fonctionnaires répondaient que l'avocat requis n'était pas encore là. Elle est élue en 1982 membre du conseil de l'ordre des avocats de Madrid en recueillant les voix de plus de 1 700 de ses confrères.
Lors de la réunion du conseil des ministres du 19 septembre 1986, Ángeles Amador est nommée secrétaire générale technique du ministère des Travaux publics et de l'Urbanisme (MOPU). Avec plusieurs autres hauts fonctionnaires du ministère, elle intègre l'année suivante une commission mixte avec le ministère des Finances afin de travailler sur un nouveau plan pluriannuel pour le logement.

## Sous-secrétaire de la Santé

### Choix d'une technicienne consensuelle

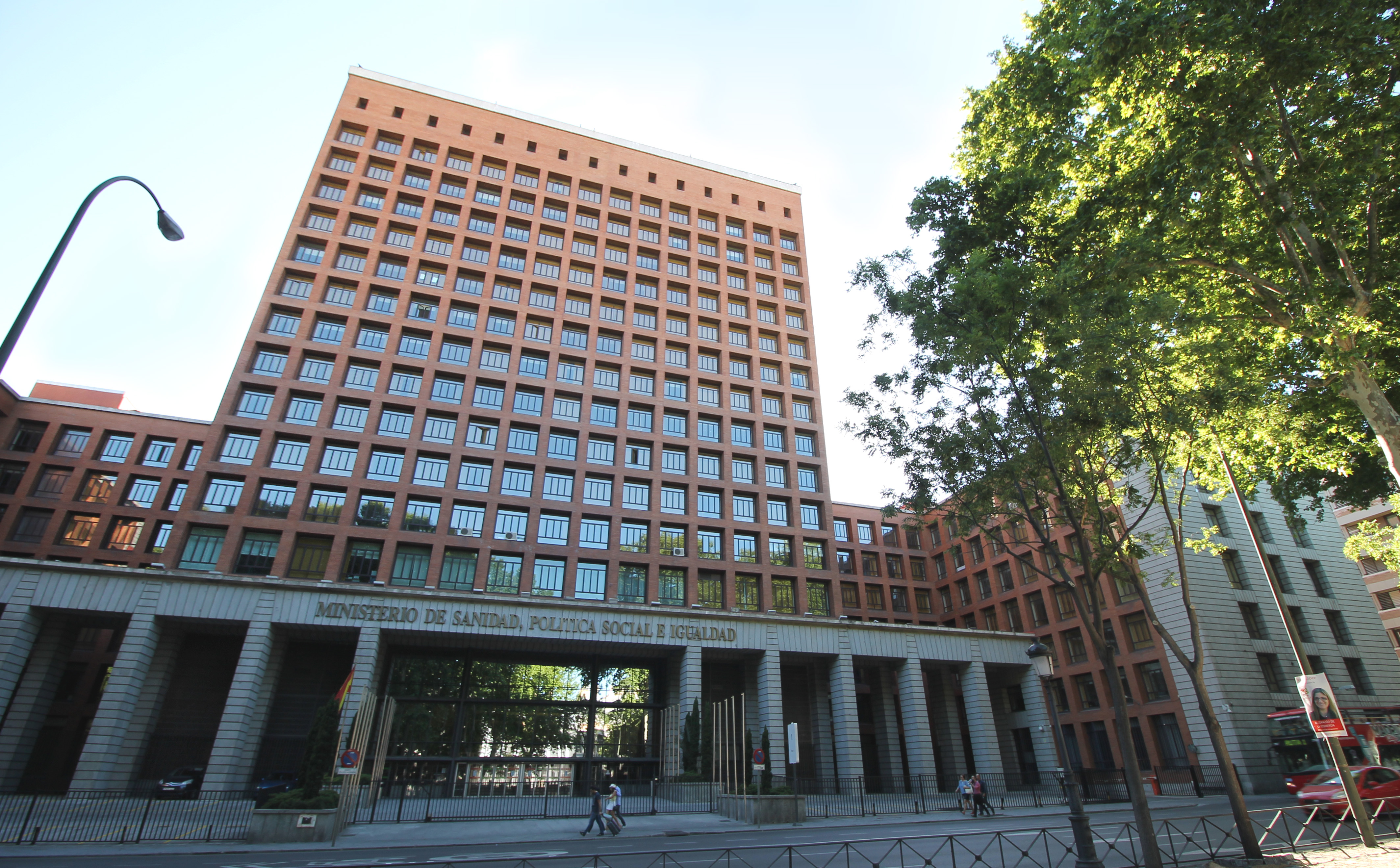
Ángeles Amador est nommée en 1991 sous-secrétaire du ministère de la Santé.

Lorsque Josep Borrell prend la direction du MOPU en mars 1991, il destitue Ángeles Amador, qui se retrouve sans emploi. Elle est rappelée au sein de l'administration générale de l'État trois mois plus tard, par le nouveau ministre de la Santé et de la Consommation Julián García Valverde : contrairement à ses engagements, celui-ci relève en effet le sous-secrétaire du ministère de ses fonctions, et fait appel à Amador pour le remplacer, après avoir échoué à recruter Miguel Ángel Fernández Ordóñez ou une « personnalité de prestige ». Première femme à occuper cette fonction, et seule femme sous-secrétaire parmi ses collègues des autres ministères, elle est assermentée le 25 juin ; à cette occasion, Valverde explique qu'il a choisi Amador et non un médecin pour ce poste car « le sous-secrétaire se doit d'être un juriste ».
Lorsque José Antonio Griñán prend la succession de Valverde, contraint à la démission, en janvier 1992, il maintient initialement en poste la plupart des collaborateurs de son prédécesseur, dont Ángeles Amador. Alors qu'elle est perçue comme une proche de Valverde, une partie des dirigeants du Parti socialiste ouvrier espagnol (PSOE) soutient son remplacement, afin de donner à Griñán une plus grande marge de manœuvre dans l'application de ses projets pour le ministère. Le remaniement de la direction intervient le 10 juillet, mais la sous-secrétaire est maintenue dans ses responsabilités, contre toute attente. En confirmant Ángeles Amador dans ses fonctions, à la tête d'un service dépouillé de toutes responsabilités politiques, José Antonio Griñán tire donc les leçons des mandats de ses prédécesseurs, sous lesquels les sous-secrétaires issus du monde politique ou médical ont été sources de difficultés pour le ministre.

### Politique d'austérité
En compagnie des autres hauts responsables du ministère, Ángeles Amador est auditionnée le 16 octobre 1991 par la commission parlementaire de la Politique sociale du Congrès des députés sur les perspectives pour 1992. Elle annonce que le budget dévolu à la politique de santé publique progressera de 13,3 % et que 20 milliards de pesetas seront dédiées aux programmes prioritaires du ministère, notamment le développement de l'Institut de santé Carlos III. Ce budget, qui ne prévoit pas d'augmentation des investissements dans les soins de santé ou la lutte contre le SIDA, est qualifié de « contraint » par la sous-secrétaire.
À la demande du Parti populaire (PP) et d'Izquierda Unida (IU), elle est auditionnée avec les autres hauts responsables du ministère le 13 octobre 1992 par la commission de la Politique sociale du Congrès sur les perspectives budgétaires pour 1993. Elle exprime ainsi sa « satisfaction » face au futur budget de la santé et explique à cette occasion que « notre objectif n'est pas d'économiser de l'argent, mais de contenir et organiser la dépense ». Se voyant reprocher par la députée d'IU Nines Maestro de pratiquer une politique inspirée de Margaret Thatcher, Ángeles Amador admet que « nous n'avons rien inventé de nouveau dans la dernière réorganisation du ministère » tout en assurant que son objectif est de « garantir le financement de la santé publique ». Elle s'engage ainsi à ce que « personne ne soit exclu » de la prestation des services sanitaires, tout en reconnaissant que les contraintes budgétaires vont causer « de la saturation et du retard » dans le fonctionnement du système de santé.

### Affaire du sang contaminé
Le ministère de la Santé reconnaît le 29 octobre 1991 que 1 509 personnes hémophiles ont été contaminés par le virus de l'immunodéficience humaine (VIH) au cours d'une transfusion sanguine, et que 455 d'entre elles sont mortes du syndrome d'immunodéficience acquise (SIDA) depuis 1981. Les autorités n'ont cependant pas l'intention d'indemniser les victimes, puisque l'État n'est pas responsable de l'importation ou de la transformation des produits sanguins. Après que le président de la Fédération espagnole d’hémophilie a annoncé le 8 mars 1993 son intention de porter l'affaire en justice et réclamer 20 milliards de pesetas aux autorités, José Antonio Griñán indique le lendemain être prêt à parler d'éventuelles indemnisations.
Le ministre ayant fait savoir que chaque cas serait individuellement traité, les représentants des victimes font part de leur déception, puis sont reçus le 10 mars par Ángeles Amador qui annonce, sans entrer dans les détails, que l'administration mettra tout en œuvre pour répondre à la situation des personnes infectées. La sous-secrétaire se réunit un mois plus tard, le 20 avril, avec les délégués des associations d'hémophiles afin de fixer les conditions définitives d'un accord d'indemnisation. Le lendemain, Amador présente publiquement le contenu de l'entente, qui prévoit notamment dix millions de pesetas d'indemnisation pour chaque personne contaminée ou sa famille en cas de décès, ainsi qu'une pension mensuelle de 120 000 pesetas pour les majeurs, 60 000 pour les mineurs et une pension complémentaire pour les enfants des personnes contaminées ou décédées jusqu'à leurs 24 ans. Elle ajoute que le coût total pour les finances publiques n'est pas encore établi, dans la mesure où le nombre d'enfants de moins de 24 ans reste à définir, et que l'indemnisation de dix millions de pesetas sera versée en deux fois pour des raisons d'ordre comptable.

## Ministre de la Santé

### Nomination d'une technocrate libérale

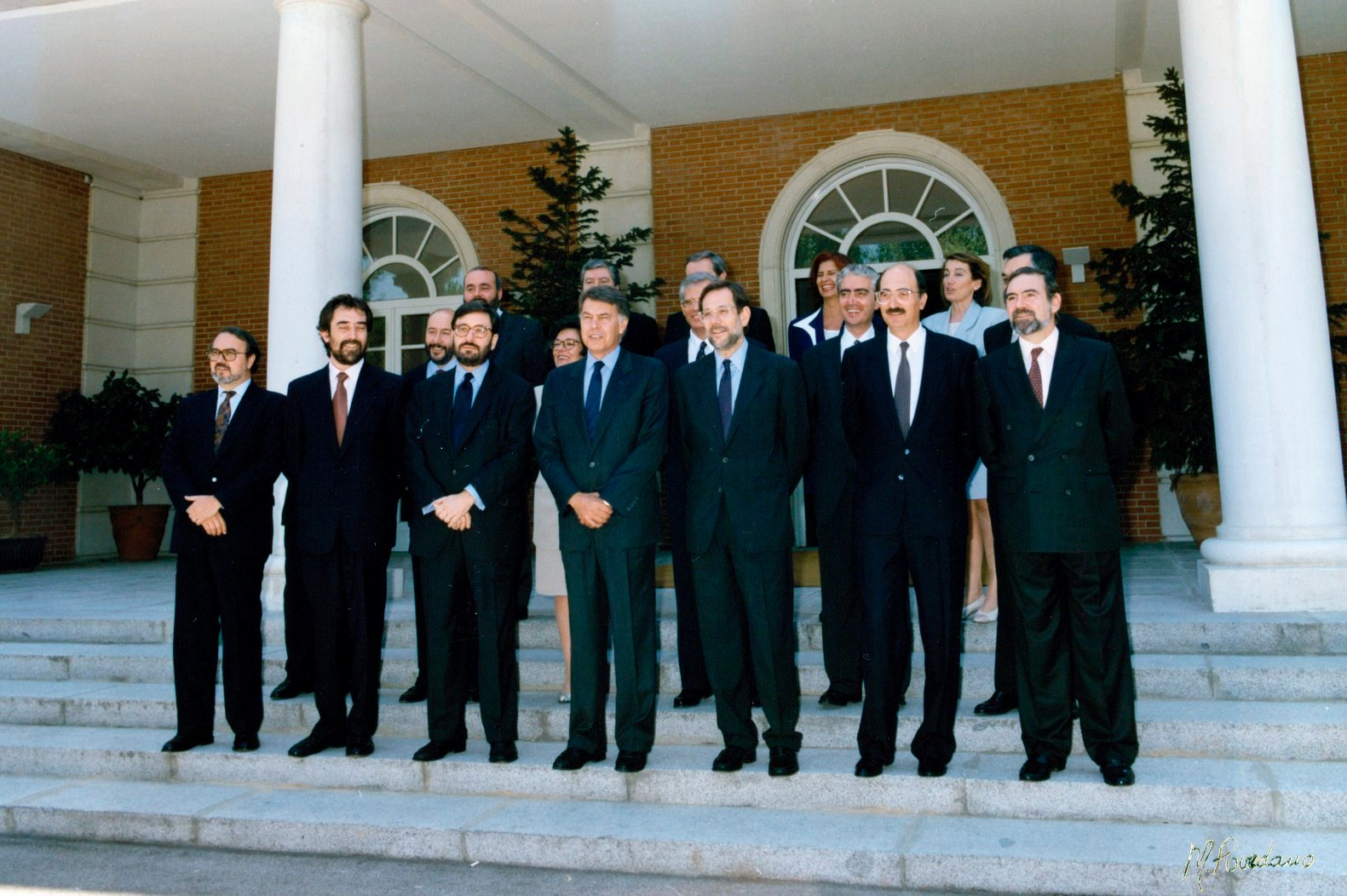
Ángeles Amador (au second rang) devient ministre de la Santé à la formation du gouvernement González IV en 1993.

À la suite de son investiture par le Congrès des députés le 9 juillet 1993, le président du gouvernement Felipe González annonce son intention de procéder à une importante rénovation dans la composition de l'exécutif. Le nom d'Ángeles Amador revient alors pour diriger le ministère de la Santé et de la Consommation, González ayant également pour objectif d'augmenter la place des femmes et des indépendants dans sa future équipe,. Elle fait partie du groupe des proches du vice-président du gouvernement Narcís Serra, défenseur de thèses libérales au sein du Parti socialiste, dont elle ne fait pas partie.
Elle est officiellement nommée ministre de la Santé et de la Consommation le 14 juillet. Lors de la cérémonie de prestation de serment devant Juan Carlos Ier au palais de la Zarzuela qui se tient le même jour, Ángeles Amador choisit de « jurer » fidélité à la Constitution et loyauté envers le roi, à l'instar du ministre des Administrations publiques Jerónimo Saavedra et de la ministre des Affaires sociales Cristina Alberdi et au contraire de tous les autres membres de l'exécutif, qui ont recours au verbe « promettre ». Elle est la première femme nommée à ce poste depuis Federica Montseny, en 1936 et lors de ses premières entrevues, elle devra le rappeler aux journalistes qui la présentent comme la première femme titulaire de ce poste.
À l'occasion de la cérémonie de la passation de pouvoirs avec José Antonio Griñán, elle juge que les listes d'attente pour une admission hospitalière « sont le plus gros problème » auquel son ministère fait face et qu'elle est décidée « à l'éradiquer », ajoute qu'elle compte mettre en place la liberté de choix de leur médecin par les patients, et qu'en raison de la crise économique que traverse le pays, le budget de la Santé n'augmentera pas et sera exécuté « avec beaucoup de rigueur, le sens de la responsabilité et beaucoup d'ingéniosité ». Son prédécesseur, dont elle souhaite poursuivre le travail dans la continuité, salue pour sa part ses qualités d'écoute et de prise de décision, faisant remarquer qu'en raison de ces excellentes qualités, il est « enchanté de lui passer le relais ».

### Catalogue des prestations sanitaires
À l'occasion de la réunion du 28 septembre 1993 du conseil interterritorial du Système national de santé, Ángeles Amador annonce aux conseillers à la Santé des dix-sept communautés autonomes que la Sécurité sociale cessera de rembourser les prestations qui manquent d'une efficacité clinique prouvée, d'intérêt personnel et social, et de caractère authentiquement sanitaire. Le sous-secrétaire du ministère précise qu'un catalogue des prestations sanitaires remboursées sera élaboré par un groupe de travail. Cette proposition est rejetée par le monde syndical : le syndicat des infirmières évoque « la primauté des mesures économiques sur le social », le syndicat des aides-soignantes indique que « choisir systématiquement la santé publique pour assainir l'économie nous semble une décision étrangère à l'État-providence que préconise le gouvernement », les Commissions ouvrières (CCOO) qualifient la proposition d'« inacceptable [et d'] amateurisme politique dangereux », et l'Union générale des travailleurs (UGT) exprime « sa plus profonde préoccupation ».
Lors d'une entrevue accordée trois jours plus tard au quotidien El País, elle indique que « le catalogue des prestations sanitaires cherche à garantir l'égalité des Espagnols face à la protection de leur santé » et rejette l'idée qu'elle va couper dans les prestations. Elle exprime néanmoins sa conviction qu'« il y a des prestations accordées dans le système de santé publique qui ne devraient pas être payées avec l'argent des Espagnols » et précise vouloir « analyser [lesquelles] de manière très précise ». Une première mouture du catalogue est présentée le 20 décembre suivant, à Bilbao, lors d'une réunion du conseil interterritorial, qui prévoit d'inclure dans les prestations obligatoirement remboursées la santé mentale, l'orthodontie infantile, les contraceptifs ou encore le contrôle médical de la ménopause ; seule la fécondation in vitro n'en fait pas partie, faute de consensus entre l'État et les communautés autonomes. Tant Ángeles Amador que le conseiller basque à la Santé Iñaki Azkuna indiquent que cette liste « ne constitue en rien une réduction » des prestations, la ministre précisant que « nous ajoutons plus de prestations que nous n'en retirons ».
Le jour de la présentation en conseil interterritorial de la version définitive du catalogue, le 25 avril 1994, l'UGT évoque « une simple énumération de ce à quoi on a droit, sans le définir précisément » et dénonce que « l'objectif ultime du catalogue » est de réduire les coûts de la Sécurité sociale. Sont ainsi exclus des prestations le contrôle de l'état de santé général, les tests de paternité, les tests d'alcoolémie réalisés à la demande du patient, la balnéothérapie, la chirurgie esthétique, les opérations de changement de sexe, la psychanalyse ou encore l'hypnose, tandis que sont inclus la prévention du cancer du sein, les vaccinations infantiles, l'infertilité, les soins à domicile pour les personnes en phase terminale ainsi que les prothèses réparatrices. Le conseil des ministres du 20 janvier 1995 adopte, sur sa proposition, le décret relatif à la réglementation des prestations sanitaires du Système national de santé, qui institue formellement le catalogue des prestations sanitaires.

### Libre choix du médecin public

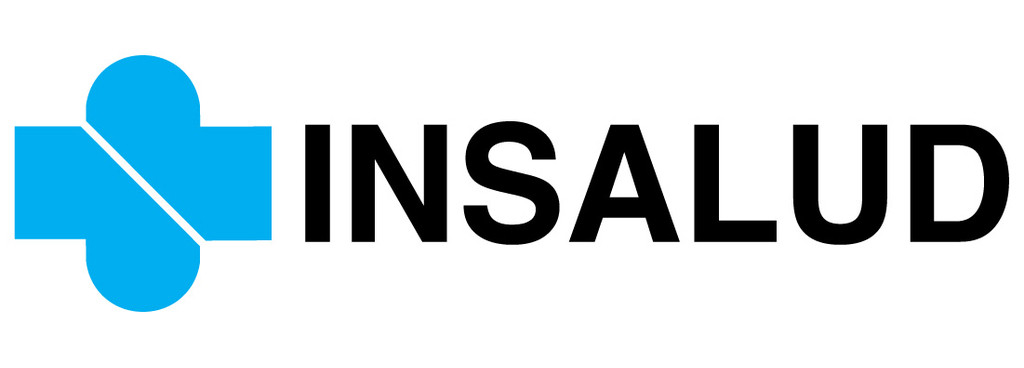
Elle instaure pour les assurés de l'INSALUD le libre choix du médecin généraliste, puis du spécialiste

En conseil des ministres réuni le 10 septembre 1993, le gouvernement adopte un décret élargissant le droit pour les assurés de l'Institut national de la santé (INSALUD) — qui représentent 43 % des assurés espagnols — de choisir librement leur médecin généraliste et leur pédiatre dans l'ensemble de leur zone sanitaire de résidence, alors que cette liberté se limitait depuis 1991 à la seule maison de santé de rattachement de chaque patient. L'ordre des médecins et l'Union des consommateurs approuvent toutes les deux ce changement, que le ministre de la Présidence Alfredo Pérez Rubalcaba présente comme à même de « renforcer la relation personnelle entre le médecin et son patient, répond à une demande ancienne des assurés, et garantit un contrôle de la qualité de l'assistance sanitaire en liant rétribution et nombre de patients suivis ».
Auditionnée le 30 septembre suivant par la commission de la Santé et de la Consommation du Congrès des députés, Ángeles Amador informe les parlementaires qu'elle a l'intention d'élargir la liberté de choix aux médecins spécialistes. Lors d'une comparution parlementaire un an plus tard, elle annonce que cet élargissement — testé depuis trois mois dans les Asturies — aura lieu dès le mois de janvier 1995 et concernera dix-neuf millions d'assurés sociaux ; depuis la mise en œuvre du décret de septembre 1993, seulement 400 000 inscrits de l'INSALUD, soit 2,5 % du total, ont effectivement changé de pédiatre ou de généraliste. Le 14 décembre 1994, elle précise aux députés que sont concernées « les spécialités les plus communément employées » la gynécologie, la cardiologie, la chirurgie digestive, la dermatologie, la gastro-entérologie, l'endocrinologie, la pneumologie, la neurologie, l'ophtalmologie, l'otorhinolaryngologie, la traumatologie et l'urologie, l'implantation du libre choix se faisant initialement via une expérimentation dans les territoires de Saragosse, des îles Baléares, de Guadalajara, de Madrid, de Murcie et de Salamanque. Selon elle, « plus tôt nous commencerons, mieux ce sera. Il n'est pas facile de partager le libre choix du citoyen avec le bon fonctionnement des services hospitaliers ».

### Conflits sociaux

#### Études supérieures de médecine
Le 19 décembre 1994, le conseil interterritorial de la santé se réunit afin d'évoquer notamment le mouvement social en cours dans les facultés de médecine. En application d'une directive européenne de 1986, tous les étudiants en médecine générale doivent bénéficier d'un internat à partir de la rentrée 1995, or l'Espagne compte déjà près de 10 000 médecins en attente d'une place d'interne. Le conseil réclame notamment au conseil général des universités une réduction du numerus clausus, Ángeles Amador proposant de fixer cette diminution à 30 % dans la mesure où, entre les étudiants, les internes et ceux en attente d'un internat, « il y a actuellement 56 000 personnes qui souhaitent pratiquer la médecine en Espagne ». Elle présente le lendemain son projet de réforme aux représentants des étudiants : créer une formation pratique post-grade de deux ans non-rémunérée pour tout titulaire d'une licence en médecine et augmenter le nombre de places d'internat réservées aux étudiants en médecine familiale et communautaire, une proposition que rejettent les délégués estudiantins pour qui elle crée « des médecins de seconde zone » en laissant l'internat comme voie privilégiée d'accès à la médecine générale alors qu'eux défendent « un troisième cycle pour tous et rémunéré ».
Une centaine de médecins de famille, encouragés et soutenus par la société espagnole de médecine familiale et communautaire (SEMFYC), s'enferme le 16 février 1995 dans le siège central du ministère de la Santé, à Madrid afin que les autorités expliquent comment elles comptent garantir la mise en œuvre de la directive de 1986. Exigeant au bout de quatre jours de rencontrer la ministre, ils lèvent leur action le lendemain, après avoir effectivement été reçus par Ángeles Amador, qui s'est engagée à trouver une solution respectant « les principes fondamentaux établis par les organisations professionnelles », qui appelle à garantir que tous les licenciés puissent être formés à travers le système d'internat. Le 7 mars, elle présente au Sénat son plan de réforme approuvé une semaine auparavant par les représentants des étudiants et des médecins, qui prévoit un système de double examen, avec d'abord 1 800 places de médecine familiale et communautaire réservées aux licenciés post-1995, puis un examen général un mois plus tard de 3 200 places, auquel tous les licenciés (sans distinction d'année) pourront postuler.

#### Grève salariale
Une grève illimitée des 14 000 médecins hospitaliers des établissements relevant de l'Institut national de la santé est convoquée le 25 avril 1995 par la Confédération nationale des syndicats médicaux (CESM), avec prise d'effet à la date du 8 mai suivant. Leur principale revendication est une hausse de salaire de 100 000 pesetas sur les trois ans à venir, afin de mettre leur rémunération à niveau de la moyenne de leurs confrères employés par les communautés autonomes, dont les services de santé ont été transférés par décentralisation. Cette demande est qualifiée d'« absolument inopportune et déraisonnable » par Carmen Martínez Aguayo, directrice générale de l'INSALUD. Après que les négociations salariales ont été rompues dans la nuit du 7 au 8, le mouvement de grève est effectivement entamé dans 105 hôpitaux répartis entre dix communautés autonomes, une action qu'Ángeles Amador qualifie de « légitime mais inopportune », soulignant que le budget de l'État ne peut supporter la hausse revendiquée en pleine période de coupes budgétaires et de limitation des dépenses.
Le mouvement de grève conduit à reporter 2 000 opérations et 56 000 consultations le premier jour, ce qui amène le porte-parole parlementaire du Parti populaire (PP) pour la santé Enrique Fernández-Miranda à critiquer la ministre de la Santé, l'accusant de « se cacher » face aux négociations et considérant comme « injustifiable » que le ministère de la Santé n'ait pas disposé d'une marge de négociation. Au troisième jour de mobilisation, Ángeles Amador prend la parole en conférence de presse pour souligner le caractère « déraisonnable » de la revendication salariale et se dit prête à payer « le prix politique » de tenir cette position, tout en reconnaissant que les salaires des médecins de l'INSALUD sont « faibles ». Elle remarque que cette grève intervient à moins d'un mois des élections municipales et des parlements des communautés autonomes, un fait qu'elle qualifie de « surprenant » tout en jugeant que, pour elle, « cela ne compte pas ». Une proposition est formulée le 16 mai par l'INSALUD, à savoir une hausse mensuelle de 20 000 pesetas pour les spécialistes qui perçoivent moins de 2,4 millions bruts annuels, et une hausse variable d'au moins 75 000 pesetas pour les autres, à condition de recevoir plus de patients, ce que la CESM qualifie d'« inacceptable ».
Les discussions reprennent le 30 mai, après que des médecins ont occupé le siège de l'INSALUD. Cette action amène la ministre à avertir les grévistes que « nous ne devons accroître ni les inquiétudes ni les conséquences de la grève », avant de réaffirmer son soutien aux négociateurs sur leur dernière proposition, 30 000 pesetas de hausse salariale trimestrielle en échange d'un accroissement de la productivité dans les hôpitaux. Alors qu'un accord a été trouvé le lendemain, prévoyant selon la CESM une augmentation salariale de 100 000 pesetas sur trois ans sans contrepartie, Ángeles Amador en bloque la signature en exigeant le retrait de cette disposition, expliquant aux représentants syndicaux que l'entente est critiquée par les communautés autonomes, qu'elle risque de déboucher sur une grève illimitée de toute la fonction publique et justifiant la présence de ce paragraphe par « la nécessité d'écrire quelque chose » mais que l'interprétation qui en est faite par le syndicat « est fausse et impossible à croire ». Le 1er juin, la CESM affirme que « la signature de la ministre ne vaut rien » et réclame une nouvelle négociatrice au gouvernement, mais celle-ci — qui dénonce que les syndicats « ont vendu une tromperie avec mauvaise foi et tergiversation » — reçoit le soutien du président du gouvernement.
Après 45 jours de grève, les médecins se disent prêts à céder sur le montant de la hausse de traitement et obtiennent du ministère le 21 juin qu'il accepte l'ancien ministre Fernando Abril Martorell comme médiateur. Ángeles Amador se réunit avec lui dès le lendemain. Un premier accord est conclu trois jours après le début de la médiation, sous la forme d'une trêve qui suspend le mouvement de grève dans les dix communautés autonomes dont les hôpitaux relèvent de l'INSALUD, Fernando Abril recevant les félicitations de la ministre pour ce succès « obtenu en un temps record » et se dit optimiste sur la conclusion d'un accord. Une entente est finalement conclue le 22 juillet, les syndicats acceptant une hausse de 30 000 pesetas en 1995 puis 38 000 pesetas en 1996, conditionnée à une amélioration de la productivité horaire et d'un plus grand nombre de consultations, en échange d'une meilleure participation à la direction des établissements hospitaliers. Ángeles Amador présente en conséquence ses félicitations « personnelles et institutionnelles » au médiateur, qui s'était fixé pour objectif de parvenir à une solution négociée au 31 juillet au plus tard.

## Députée aux Cortes Generales

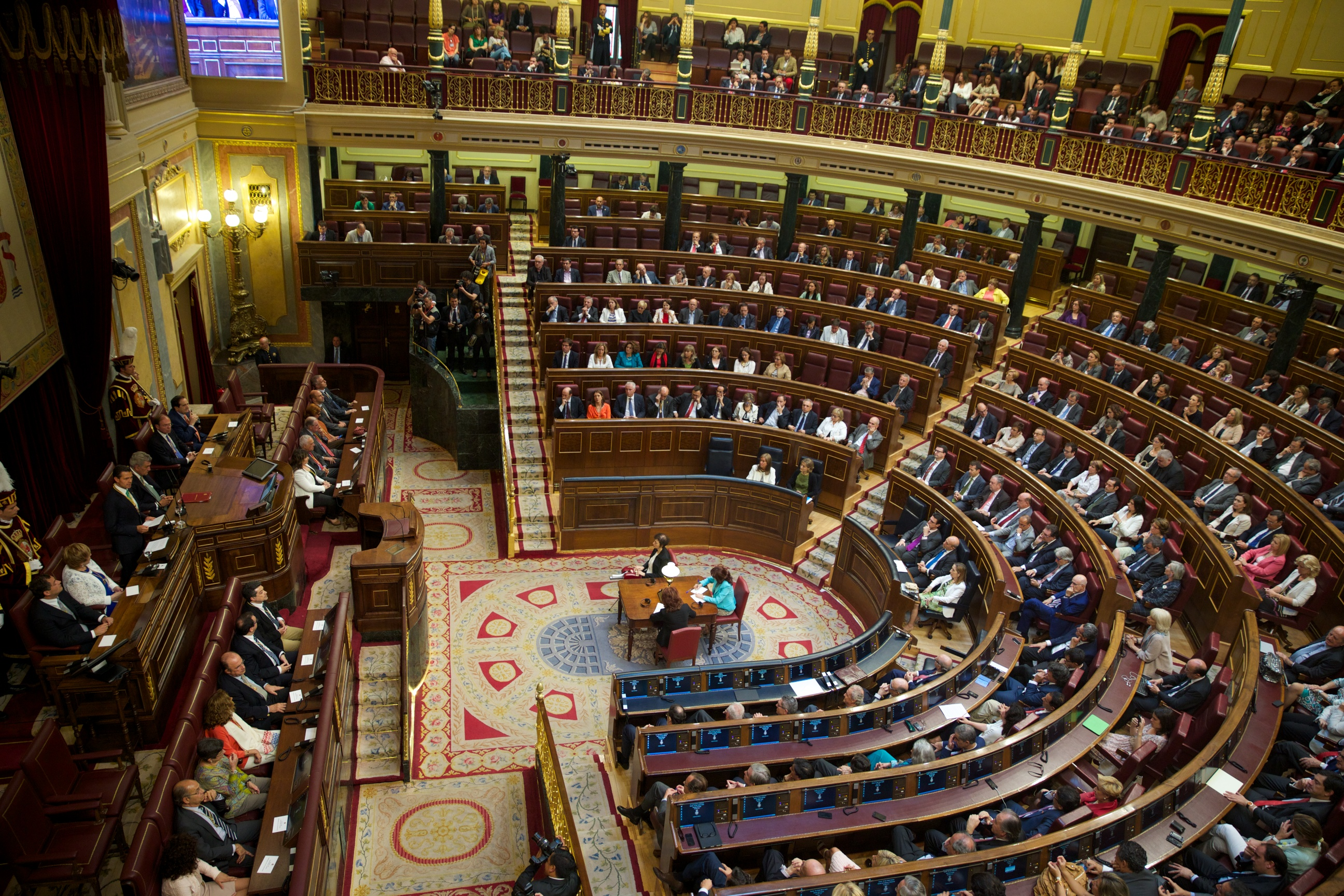
Ángeles Amador est députée de Ségovie puis Madrid entre 1996 et 2002

### Députée de Ségovie et porte-parole sur la santé
Dans la perspective des élections générales anticipées du 3 mars 1996, Ángeles Amador indique au départ son intention de ne pas se présenter, à l'image du ministre des Affaires étrangères Carlos Westendorp et du ministre du Commerce Javier Gómez-Navarro, dans un contexte compliqué pour le secrétaire général du Parti socialiste ouvrier espagnol Felipe González, qui a des difficultés à placer ses ministres dans les différentes circonscriptions. Une semaine plus tard, les dirigeants du Parti socialiste de Castille-et-León-PSOE déclarent avoir laissé volontairement la tête de liste sans candidat dans la circonscription de Ségovie afin d'accueillir une ministre, celle de la Santé étant alors pressentie pour l'occuper.
Au soir du 26 janvier, la commission fédérale des listes l'investit en quatrième position sur la liste de la circonscription de Madrid, mais l'opposition de Jaime Lissavetzky — au nom de la Fédération socialiste madrilène-PSOE et en raison de la candidature sur cette même liste de la secrétaire générale de la présidence du gouvernement Rosa Conde — pousse Felipe González à confier à Ángeles Amador la tête de liste dans la province de Ségovie où elle remplace la candidate initiale, María Teresa Fernández de la Vega. En cas de reconduction du PSOE au pouvoir, elle caresse l'idée d'être nommée à la tête d'un ministère du secteur économique. Le scrutin ayant vu la victoire du Parti populaire de José María Aznar, elle est remplacée le 6 mai suivant par José Manuel Romay, ancien conseiller à la Santé de la Junte de Galice.
Au Congrès des députés, elle est choisie comme porte-parole au sein de la commission parlementaire de la Santé. À l'image de Juan Alberto Belloch à la commission de la Justice et de l'Intérieur ou José Antonio Griñán à la commission de la Politique sociale et de l'Emploi, elle se trouve chargée de coordonner le travail parlementaire au sein de la commission liée au ministère dont elle avait précédemment la charge.

### Négociatrice de la réforme sanitaire
Le 11 juin 1996, le Congrès des députés décide par 316 voix, à l'unanimité des présents dans l'hémicycle, de créer un groupe de travail sur la réforme du système de santé, un amendement du groupe socialiste accepté par le groupe populaire modifiant le titre de la proposition non-législative pour mettre l'accent sur la consolidation du système de santé plutôt que les réformes nécessaires à lui appliquer. Après que le conservateur César Villalón a salué le bon fonctionnement du système sanitaire, défendu la santé publique et appelé au consensus, Ángeles Amador salue depuis la tribune du palais des Cortès le ton modéré choisi par son interlocuteur et sa reconnaissance des succès obtenus sous la législature précédente, puis met l'accent sur l'importance d'assurer un financement stable pour le système de santé, afin de pouvoir s'affranchir de cette question lors du débat budgétaire annuel. Quand le groupe de travail débute ces activités le 10 septembre, elle s'interroge publiquement sur « la valeur qu'aura cette instance » car elle ne souhaite pas « qu'elle reste lettre morte ou qu'elle se transforme en un pantomime », dénonçant que le gouvernement a déjà adopté une série de décrets sur la gestion hospitalière et sur les pharmacies.
Par deux fois au cours du mois de décembre suivant, le Parti socialiste menace de se retirer des travaux du groupe de travail. La commission exécutive dénonce au début du mois la présence de mesures de privatisation de la santé publique dans le projet de loi d'accompagnement,, puis Ángeles Amador reproche le 16 décembre à l'exécutif de « ne pas avoir tenu » son objectif de procéder aux réformes en matière de santé par consensus en refusant tous les amendements de son groupe aux projets de loi relatifs à l'INSALUD et à la réglementation pharmaceutique, qui doivent être débattus trois jours plus tard en séance plénière, appelant le gouvernement à reconsidérer son attitude d'ici là. En réponse, le Parti populaire accepte de reporter de deux mois la discussion parlementaire des deux textes incriminés : César Villalón explique ne pas vouloir laisser « un seul groupe parlementaire en marge de la réforme sanitaire », ce que la porte-parole socialiste qualifie de « geste de bonne volonté » et de « décision sensée » dans la mesure où, pour elle, « ces deux projets sont incompatibles avec les travaux du groupe de travail ». Deux semaines après, elle reçoit au cours d'une réunion secrète l'assurance du ministre de la Santé José Manuel Romay l'assurance que le gouvernement ne souhaite pas privatiser la santé mais simplement en améliorer la gestion.
Le 30 décembre, le Parti populaire et le Parti socialiste précisent publiquement le désaccord fondamental qui les oppose : la gestion des hôpitaux de l'Institut national de la santé en délégation de service public. Pour le PP, il s'agit d'autoriser une telle délégation à des « fondations publiques », tandis que le PSOE préfère des « entités de droit public dotées de la personnalité juridique », afin d'empêcher leur privatisation future. Ángeles Amador affirme, après avoir salué « l'ouverture au dialogue » de José Manuel Romay, que « janvier est une date décisive pour savoir vers quoi nous avançons ». Après un échange de reproches au début du mois de février 1997 sur un supposé manque mutuel de volonté de parvenir à un accord, les deux groupes parlementaires s'entendent pour que la gestion des centres de santé, services sanitaires et hôpitaux puisse être déléguée par l'INSALUD « à travers une quelconque entité relevant du domaine public », ce qui permet aux socialistes de voter le 21 février en faveur du projet de loi, constitué d'un seul article. En revanche, le PSOE s'oppose au projet de loi qui libéralise les services de pharmacie. Les dispositions permettant la création de fondations gérant des hôpitaux publics sont adoptées par le gouvernement en novembre 1998 afin de les inclure dans la loi d'accompagnement pour 1999, ce qu'Ángeles Amador dénonce comme action menée d'une « manière intolérable et malveillante », une « réglementation approuvée par surprise et qui peut radicalement changer le modèle de gestion des centres publics de santé ».
Finalement, le Parti socialiste et la Gauche unie se retirent le 22 mai suivant de la sous-commission parlementaire, pour dénoncer l'accord conclu entre le gouvernement et Convergence et Union (CiU) qui prévoit que l'augmentation du budget de la santé sera supérieure à celle de la croissance du produit intérieur brut. Pour Ángeles Amador, il est « intolérable » de mettre le Parlement « dans la situation de constater que des décisions sont prises en marge de celui-ci et sont révélées par voie de presse », estimant que « le Parlement ne peut se faire complice des décisions adoptées hors de son enceinte ou dans le dos du groupe de travail ». L'exécutif et les nationalistes catalans parviennent à un accord global le 12 juin, prévoyant 350 millions de pesetas pour refinancer le système sanitaire, pacte sur lequel Ángeles Amador refuse de donner son avis puisqu'il n'a pas été formellement présenté au Congrès mais par les médias, une situation qu'elle critique.

### Refus des mesures d'économie dans la santé

#### Rumeurs de ticket modérateur
Après que le conseiller à la Présidence de la généralité de Catalogne Xavier Trias a évoqué la possibilité d'instaurer un ticket modérateur de 100 pesetas sur certaines prestations afin de maintenir le financement du système de santé, Ángeles Amador se déclare le 5 juillet 1996 « radicalement » opposée à cette idée. Elle justifie sa position par le caractère « inefficace » de cette mesure dont les recettes ne pourraient même pas compenser « le système de recouvrement qu'il faudrait mettre en place », ainsi que « pour des raisons d'équité ». Se disant préoccupée par le fait que l'application des critères de Maastricht, notamment la réduction du déficit public, se fasse au détriment de la santé, elle qualifie la proposition de Xavier Trias d'« absurde » puisque « penser que le ticket modérateur ne va pas dissuader les catégories sociales les plus défavorisées, c'est se mentir à soi-même ».
Trois semaines plus tard, le sous-secrétaire de la Santé Enrique Castellón révèle que le ministère de la Santé est invité à opérer 200 millions de pesetas d'économies budgétaires et qu'il ambitionne de les réaliser uniquement dans le domaine pharmaceutique en relevant le ticket modérateur de 40 % à 45 % du prix des médicaments et en imposant un ticket forfaitaire de 100 pesetas par prescription médicale pour les retraités. Au lendemain de cette annonce, Ángeles Amador appelle à ce que « l'ajustement budgétaire dans la santé ne peut pas se faire au détriment des usagers » et souligne que les mesures envisagées seraient inefficaces puisque « la pharmacie est la seule prestation faisant l'objet d'un ticket modérateur et c'est aussi la seule dont le budget dérape ». Le sujet revient en septembre 1997, alors que le gouvernement et Convergence et Union négocient le budget pour l'année 1998. Il est alors question de créer un ticket modérateur forfaitaire pour les retraités percevant une pension de 100 000 pesetas ou plus, ce qu'Ángeles Amador qualifie d'« injuste et sans justification rationnelle », affirmant que « il est impossible, dans un climat économique favorable, que les retraités assument la nécessaire augmentation budgétaire pour financer la santé ». Le gouvernement renonce finalement à cette possible source de financement dans les semaines qui suivent.

#### Déremboursement des médicaments
La généralité de Catalogne et le gouvernement s'entendent le 15 novembre 1997 sur une série de déremboursements de médicaments (medicamentazo), un accord rompu au bout de seulement quelques heures par le président de la Généralité Jordi Pujol. Pour Ángeles Amador, le Parti populaire « devrait baisser le regard de honte s'il applique ce qu'il a tant critiqué à notre propos », rappelant « le scandale » déclenché contre les socialistes quand ils avaient adopté une mesure similaire en 1993. Elle précise le lendemain craindre que l'exécutif cherche à « couper dans les prestations sociales » puisque le medicamentazo « n'est ni une économie, ni un financement aditionnel », critiquant au passage « le silence assourdissant » du ministre de la Santé et souhaitant que ce débat « ait lieu au Parlement, qui discute actuellement le projet de loi de finances ».
Dans l'hémicycle du palais des Cortès le 18 novembre, elle dénonce le fait que les députés soient informés de ces mesures par la presse, alors qu'ils sont en train de débattre du projet de loi de finances pour 1998, une situation qu'elle qualifie de « mépris pour le Parlement ». Le ministre José Manuel Romay ayant revendiqué son intention d'adopter le décret excluant certains médicaments du remboursement par la Sécurité sociale, elle lui reproche d'agir « sur la base de critères économiques », tandis que la vague de déremboursements de 1993 concernait « les produits qui n'étaient pas nécessaires pour garantir la santé des Espagnols ». La liste définitive des produits concernés est publiée le 11 février 1998 et exclut du champ du remboursement 869 médicaments, ce qui fait dire à Ángeles Amador qu'il s'agit d'« une mesure injuste, incompréhensible et à contretemps puisque la situation économique ne justifie pas une telle réduction pharmaceutique ». Interviewée trois jours plus tard par La Vanguardia, elle affirme que « le Parti populaire contrevient à ses promesses électorales » en réduisant les dépenses de santé, que de son point de vue il faudrait étendre l'usage des médicaments génériques et sensibiliser la population à une consommation médicamenteuse plus rationnelle, et refuse de s'engager sur l'abrogation du medicamentazo, arguant que le PP l'avait promis lors de l'adoption du précédent en 1993 et qu'il n'en avait rien fait.

### Députée de Madrid

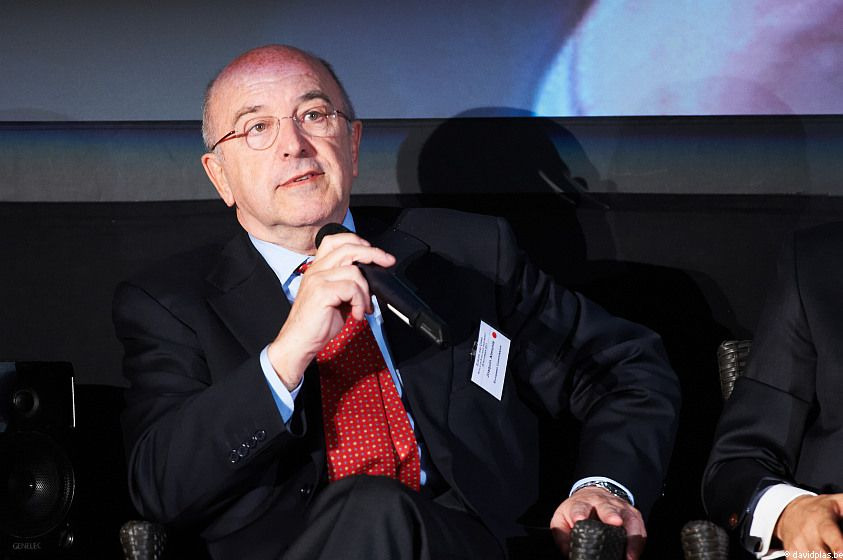
Joaquín Almunia en fait sa numéro deux à Madrid pour les élections générales de 2000

Citée en janvier 1999 par Fernando Morán pour être candidate sur sa liste aux élections municipales du 13 juin suivant à Madrid, Ángeles Amador est exclue le 13 décembre de la liste de Ségovie pour les élections générales du 12 mars 2000, malgré le soutien des sections municipales, au profit du secrétaire général provincial du Parti socialiste, ce que le secrétaire général Joaquín Almunia qualifie d'« [intérêts partisans] légitimes, mais qui ne sont pas ceux des électeurs ».
Elle est investie dès le lendemain sur la liste dans la circonscription de Madrid, occupant la deuxième position derrière Joaquín Almunia sur proposition de ce dernier et avec l'accord de la commission exécutive du PSOE madrilène. À la suite du scrutin, marqué par la victoire du Parti populaire à la majorité absolue, elle devient première vice-présidente de la commission constitutionnelle, ayant refusé de rester porte-parole pour la santé. À l'image de Cristina Alberdi et à l'inverse d'Alfredo Pérez Rubalcaba, de María Teresa Fernández de la Vega ou de Ramón Jáuregui, elle fait partie des députés issus de la « vieille garde » qui ne s'intègrent pas bien dans le projet porté par la nouvelle direction du PSOE,.

## Après la politique
Ángeles Amador démissionne de son mandat de députée le 31 juillet 2002, avec prise d'effet au 19 août suivant, après dix-sept ans de collaboration avec le Parti socialiste. Remplacée une semaine plus tard par Yolanda Gil, elle souhaite reprendre son activité d'avocate.
Le 26 mai 2005, elle est élue membre du conseil d'administration de Red Eléctrica de España (REE) par l'assemblée générale des actionnaires. Elle rejoint ainsi l'ancien ministre de l'Agriculture Luis Atienza, qui occupe la présidence de cet organe depuis 2004. Elle est la première femme à siéger dans un conseil d'administration d'une entreprise du secteur de l'électricité. Après avoir accompli trois mandats de quatre ans, elle ne peut plus être reconduite et cède donc ses fonctions à Alberto Carbajo en 2017.
Dans le cadre de la campagne des élections à l'Assemblée de Madrid du 22 mai 2011, elle participe à un comité d'experts réuni par le chef de file socialiste Tomás Gómez et ou siègent notamment les anciens ministres Javier Solana et Carlos Solchaga, l'ex-président du Congrès Gregorio Peces-Barba et la première déléguée du gouvernement à la Violence de genre, Encarnación Orozco. Elle accepte l'année suivante de se présenter sur la liste du bâtonnier sortant Antonio Hernández-Gil pour le conseil du barreau de Madrid, mais le scrutin du 18 décembre 2012 est finalement remporté par Sonia Gumpert.